# 1840
Het jaar 1840 is het 40e jaar in de 19e eeuw volgens de christelijke jaartelling.

## Gebeurtenissen
januari
- 17 - De Republiek van de Rio Grande verklaart zich onafhankelijk van Mexico.
- januari - De Nederlandse regering dient een ontwerp in bij de Tweede Kamer tot grondwetswijziging. Die is nodig wegens de verkleining van het grondgebied na de Belgische afscheiding.

februari
- 5 - Tewaterlating van de Britannia, de eerste oceaanlijner van de Cunard Line.
- 6 - Het Verdrag van Waitangi wordt ondertekend, waardoor de Britse kolonie Nieuw-Zeeland een feit wordt.
- 10 - De Britse koningin Victoria huwt met prins Albert van Saksen-Coburg en Gotha.

april
- 2 - De republiek Los Altos wordt geannexeerd door Guatemala.

mei
- 6 - De eerste postzegel wordt gebruikt in Londen: de Penny Black
- 7 - Pjotr Iljitsj Tsjaikovski geboren in Votkinsk in de Autonome Republiek Oedmoertië, Rusland.
- 21 - Nieuw-Zeeland wordt verklaard tot een Britse kolonie.

juni
- 10 - Moordaanslag op de zwangere koningin Victoria, die een parade bijwoont in Hyde Park. De dader, de 18jarige werkloze Edward Oxford, wordt later op transport gesteld naar Australië.
- 12 - Inslag van een meteoriet bij Uden.

juli
- 15 - Rusland, het Verenigd Koninkrijk, Pruisen en Oostenrijk verplichten zich om het Osmaanse Rijk te steunen bij het onderdrukken van de opstand in Egypte.

september
- 4 - Prins Willem (kleinzoon van koning Willem I der Nederlanden) krijgt zijn eerste zoon, Wiwill. Hierdoor wordt voor het eerst in Nederland een regerend staatshoofd overgrootvader.
- 12 - Met rechterlijke machtiging en tegen de wil van haar vader trouwt de pianovirtuoos Clara Wieck met de componist Robert Schumann.
- 16 - In Nederland wordt de herziene grondwet van kracht. De ministers zullen voortaan strafrechtelijk verantwoordelijk zijn voor hun handelingen. Wetten en besluiten behoeven voortaan een contraseign van de verantwoordelijke minister. Holland wordt formeel gesplitst in de provincies Noord-Holland en Zuid-Holland, wat in de praktijk al tientallen jaren het geval is.

oktober
- 7 - Koning Willem I der Nederlanden doet afstand van de troon en verlaat het land.
- 27 - De Franse koning Louis-Philippe vervangt premier Adolphe Thiers door maarschalk Nicolas Jean-de-Dieu Soult.

november
- 6 - De Republiek van de Rio Grande valt; het land wordt geannexeerd door Mexico.
- 28 - Inauguratie van Willem II als koning der Nederlanden, als opvolger van zijn vader, koning Willem I.

december
- 15 - Het lichaam van Napoleon wordt bijgezet in het Hôtel des Invalides in Parijs.
- 16 - Oprichting in Blankenberge van de Communiteit Maria Onbevlekte Ontvangenis met als doel scholen te stichten voor arme kinderen.

zonder datum
- Tijdens de Grote Trek in Zuid-Afrika leveren de Voortrekkers felle strijd tegen de Zoeloes onder leiding van Dingaan.
- Vietnam en Thailand voeren oorlog op het land van Cambodja. De strijd eindigt onbeslist.
- Henle stelt dat ziekten veroorzaakt kunnen worden door levende ziekteverwekkers.
- De Schotse smid Kirkpatrick Macmillan ontwerpt de eerste trapfiets (een driewieler).
- Ozon wordt ontdekt door Christian Friedrich Schönbein.
- Justus von Liebig publiceert het boek "Organische chemie en de toepassing in landbouw en fysiologie", waarin hij betoogt dat er fosfor en stikstof aan de landbouwgrond moeten worden teruggegeven.
- Het Nederlandse leger neemt het percussiegeweer in gebruik.

## Muziek
- Robert Schumann schrijft dit jaar al zijn belangrijke liedwerken als 'Dichterliebe', Frauenliebe- und Leben en Opus 39. 1840 heet dan ook Schumanns 'Liederjahr'.
- Adolphe Adam schrijft het ballet L'Écumeur des mers
- Niels Gade debuteert met de ouverture Efterklange af Ossian.

## Beeldende kunst

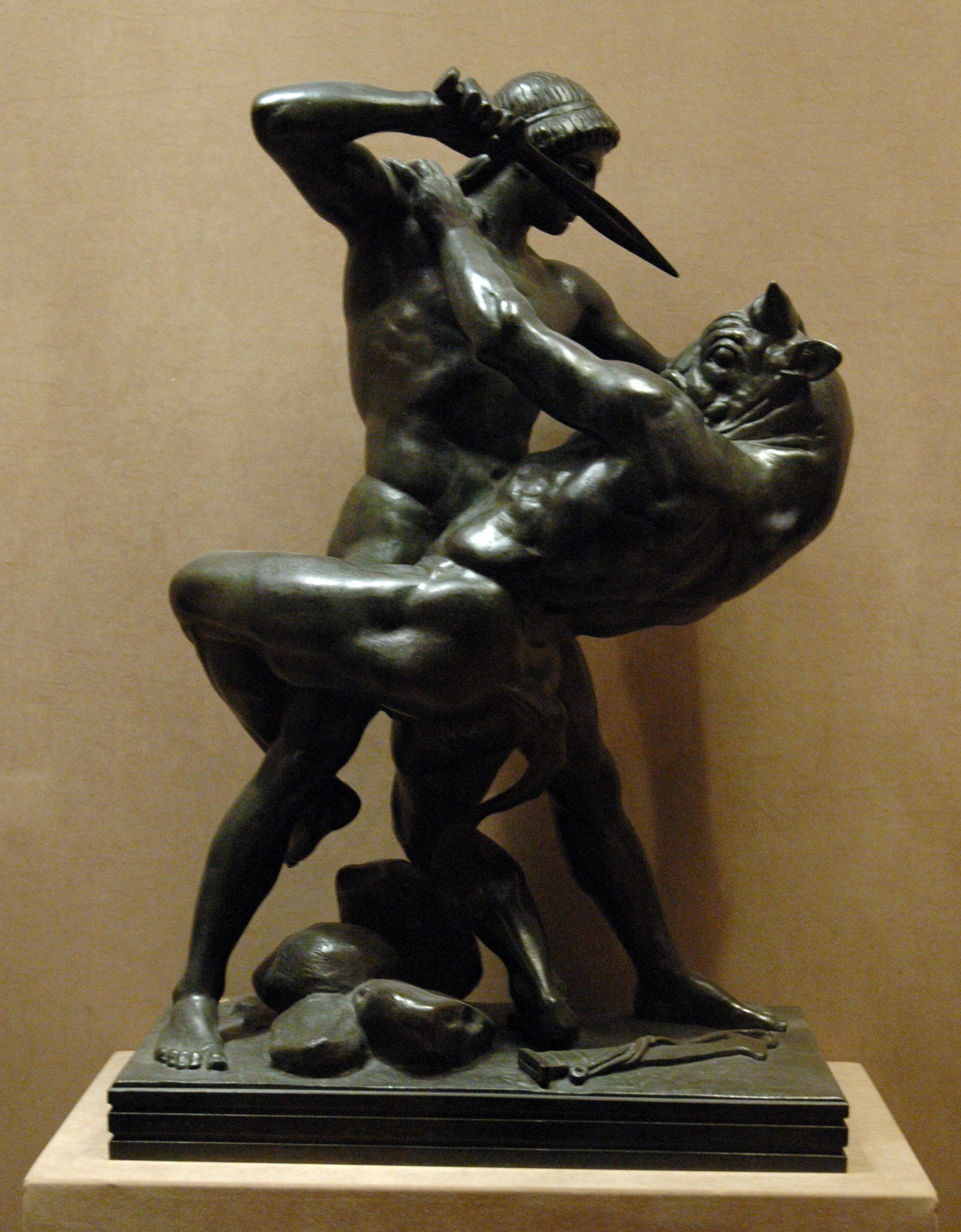
Thésee et le minotaure (1840) Antoine-Louis Barye, Los Angeles County Museum of Art

## Bouwkunst

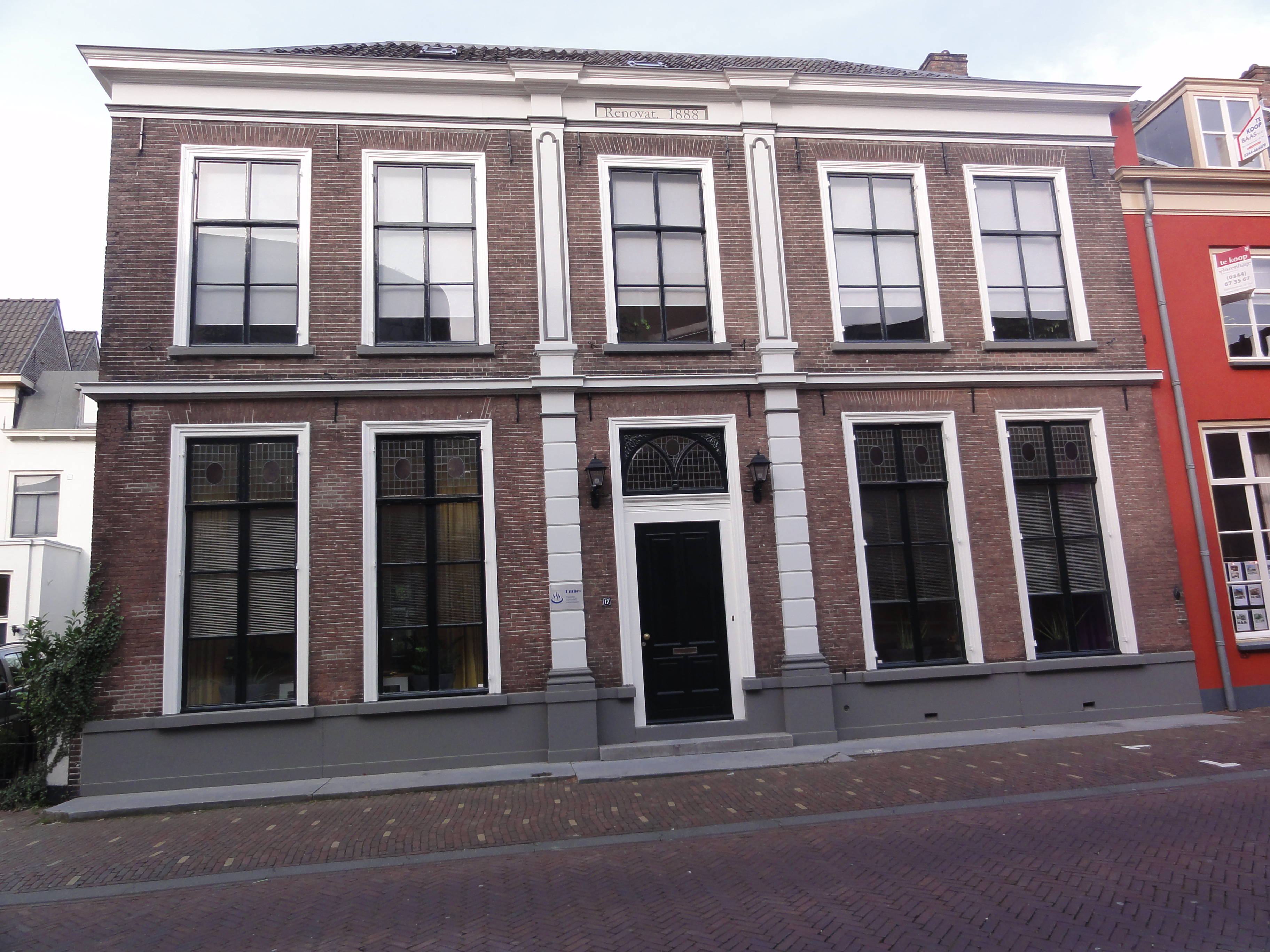
Herenhuis, Tiel (1840)

## Geboren
januari
- 2 - Felix Delastelle,  Frans cryptograaf (overleden 1902)
- 3 - Pater Damiaan, Belgisch missionaris-priester in Hawaï (overleden 1889)
- 23 - Ernst Abbe, Duits fysicus (overleden 1905)
- 29 - Albert Cornelis Vreede, Nederlands hoogleraar (overleden 1908)

februari
- 5 - Hiram Stevens Maxim, Amerikaans-Engels ingenieur, ontwerper en uitvinder van het Maxim-geweer (overleden 1916)
- 10 - Per Teodor Cleve, Zweeds wetenschapper, scheikundige en geoloog (overleden 1905)

april
- 2 - Émile Zola, Frans schrijver en pamflettist (overleden 1902)
- 27 - Edward Whymper, Brits bergbeklimmer, schrijver en illustrator (overleden 1911)

mei
- 7 - Pjotr Iljitsj Tsjaikovski, Russisch componist (overleden 1893)
- 10 - Chadzji Dimitar, Bulgaars revolutionair (overleden 1868)
- 13 - Alphonse Daudet, Frans schrijver (overleden 1897)
- 21 - Camille Alphonse Faure, Frans scheikundige (overleden 1898)
- 23 - George Throssell, 2e premier van West-Australië (overleden 1910)
- 28 - Hans Makart, Oostenrijks schilder (overleden 1880)

juni
- 2 - Thomas Hardy, Engels romanschrijver en dichter (overleden 1928)
- 3 - Pieter Willem Steenkamp, Nederlands militair, brandweercommandant en politiefunctionaris (overleden 1914)

juli
- 17 - Willem Hovy, Nederlands politicus (overleden 1915)

september
- 2 - Giovanni Verga, Italiaans schrijver (overleden 1922)
- 4 - Willem van Oranje-Nassau, kroonprins van Nederland (overleden 1879)
- 9 - Gentil Theodoor Antheunis, Vlaams schrijver (overleden 1907)
- 30 - Johan Svendsen, Noors componist (overleden 1911)

oktober
- 9 - Simeon Solomon, Brits kunstschilder (overleden 1905)

november
- 10 - Willem Levinus Penning, Nederlands dichter (overleden 1924)
- 14 - Claude Monet, Frans kunstschilder (overleden 1926)
- 24 - Alfred Tepe, Nederlands architect (overleden 1920)

december
- 3 - Jules Claretie, Frans schrijver, theateracteur en historicus (overleden 1913)

## Overleden
juni
- 6 - Marcellin Champagnat (51), Frans geestelijke, ordestichter en heilige
- 19 - John Cockerill (49), Brits-Belgisch industrieel
- 29 - Lucien Bonaparte (65), 1e vorst van Canino en Musignano en broer van Napoleon Bonaparte

augustus
- 18 - A.C.W. Staring (73), Nederlands dichter

september
- 18 - Constantine Rafinesque-Schmaltz (56), Frans-Amerikaans uomo universale
- 22 - Anne Lister (49), Brits dagboekschrijfster en bergbeklimster

oktober
- 27 - Dominicus Franciscus du Bois (39), Zuid-Nederlands kunstschilder en tekenaar

november
- 23 - Louis de Bonald (86), Frans politicus, schrijver en filosoof

## Weerextremen in België
- juni: Juni met hoogste neerslagtotaal: 173,3 mm (normaal 67,4 mm).
- september: September met laagste luchtdruk: 1025 hPa (normaal 1016 hPa).
- oktober: Oktober met hoogste relatieve vochtigheid: 94 % (normaal 85,7 %).
- 17 november: hoogste maximumtemperatuur ooit op deze dag: 15,1 °C.
- 15 december: laagste etmaalgemiddelde temperatuur ooit op deze dag: −9,4 °C.
- 28 december: laagste minimumtemperatuur ooit op deze dag: −11,2 °C.
- december: december met laagste neerslagtotaal: 6,8 mm (normaal 69,2mm).

Bron: KMI Gegevens Ukkel 1901-2003  met aanvullingen 